# Nursing a Viper
Nursing a Viper – amerykański krótkometrażowy film z 1909 w reżyserii D.W. Griffitha.